# Winter X Games XVI
De Winter X Games XVI werden gehouden van 26 tot en met 29 januari 2012 in Aspen, Colorado. Het was de elfde opeenvolgende editie die in Aspen wordt gehouden.

## Wedstrijschema
(Q) = kwalificatie, (F) = finale 
| 26 januari                                                                          | 27 januari                                                                                       | 28 januari                                                                                      | 29 januari                                                                     |
| Mannen                                                                              | Mannen                                                                                           | Mannen                                                                                          | Mannen                                                                         |
| ----------------------------------------------------------------------------------- | ------------------------------------------------------------------------------------------------ | ----------------------------------------------------------------------------------------------- | ------------------------------------------------------------------------------ |
| Ski slopestyle (Q) Snowboard street (F) Snowmobile freestyle (F) Ski slopestyle (F) | Snowboard slopestyle (Q) Skicross (Q) Snowboardcross (Q) Ski superpipe (Q) Snowboard big air (F) | Mono skicross (Q) Ski superpipe (F) Snowboardcross (F) Ski big air (F) Snowboard slopestyle (Q) | Skicross (F) Snowboard superpipe (Q) Mono skicross (F) Snowboard superpipe (F) |
| Vrouwen                                                                             |                                                                                                  |                                                                                                 |                                                                                |
| Ski slopestyle (F)                                                                  | Skicross (Q) Snowboard slopestyle (F) Snowboardcross (Q) Snowboard superpipe (F)                 | ski Superpipe (F) Snowboardcross (F)                                                            | Skicross (F)                                                                   |

## Medailles

### Mannen
| Onderdeel      | Goud           | Goud                  | Zilver         | Zilver              | Brons          | Brons               |
| Freestyleskiën | Freestyleskiën | Freestyleskiën        | Freestyleskiën | Freestyleskiën      | Freestyleskiën | Freestyleskiën      |
| -------------- | -------------- | --------------------- | -------------- | ------------------- | -------------- | ------------------- |
| Big air        | USA            | Bobby Brown           | SUI            | Kai Mahler          | NZL            | Jossi Wells         |
| Halfpipe       | USA            | David Wise            | CAN            | Noah Bowman         | USA            | Torin Yater-Wallace |
| Monoski        | CAN            | Samson Daniels        | USA            | Gregory Peck        | CAN            | Josh Dueck          |
| Skicross       | CAN            | Christopher Del Bosco | SLO            | Filip Flisar        | CAN            | Dave Duncan         |
| Slopestyle     | USA            | Tom Wallisch          | USA            | Nick Goepper        | NOR            | Andreas Håtveit     |
| Snowboarden    |                |                       |                |                     |                |                     |
| Big air        | CAN            | Mark McMorris         | NOR            | Torstein Horgmo     | CAN            | Sebastien Toutant   |
| Halfpipe       | USA            | Shaun White           | SUI            | Iouri Podladtchikov | JPN            | Ryo Aono            |
| Snowboardcross | USA            | Nate Holland          | USA            | Nick Baumgartner    | USA            | Jayson Hale         |
| Slopestyle     | CAN            | Mark McMorris         | USA            | Sage Kotsenburg     | FIN            | Peetu Piiroinen     |
| Street         | USA            | Forest Bailey         | USA            | Ryan Paul           | USA            | Nick Visconti       |
| Snowmobiles    |                |                       |                |                     |                |                     |
| Best trick     | USA            | Heath Frisby          | USA            | Colten Moore        | USA            | Joe Parsons         |
| Freestyle      | USA            | Colten Moore          | USA            | Joe Parsons         | USA            | Caleb Moore         |

### Vrouwen
| Onderdeel      | Goud           | Goud                | Zilver         | Zilver            | Brons          | Brons           |
| Freestyleskiën | Freestyleskiën | Freestyleskiën      | Freestyleskiën | Freestyleskiën    | Freestyleskiën | Freestyleskiën  |
| -------------- | -------------- | ------------------- | -------------- | ----------------- | -------------- | --------------- |
| Halfpipe       | CAN            | Rosalind Groenewoud | USA            | Maddie Bowman     | USA            | Brita Sigourney |
| Skicross       | NOR            | Marte Høie Gjefsen  | NOR            | Hedda Berntsen    | AUS            | Jenny Owens     |
| Slopestyle     | CAN            | Kaya Turski         | USA            | Devin Logan       | AUS            | Anna Segal      |
| Snowboarden    |                |                     |                |                   |                |                 |
| Halfpipe       | USA            | Kelly Clark         | USA            | Elena Hight       | USA            | Hannah Teter    |
| Snowboardcross | CAN            | Dominique Maltais   | BUL            | Aleksandra Jekova | CAN            | Maëlle Ricker   |
| Slopestyle     | USA            | Jamie Anderson      | FIN            | Enni Rukajärvi    | NOR            | Kjersti Buaas   |

### Medaillespiegel
| Plaats | Land             | Goud | Zilver | Brons | Totaal |
| 1      | Verenigde Staten | 10   | 10     | 7     | 27     |
| 2      | Canada           | 7    | 1      | 4     | 12     |
| 3      | Noorwegen        | 1    | 2      | 2     | 5      |
| 4      | Zwitserland      | 0    | 2      | 0     | 2      |
| 5      | Finland          | 0    | 1      | 1     | 2      |
| 6      | Bulgarije        | 0    | 1      | 0     | 1      |
| 6      | Slovenië         | 0    | 1      | 0     | 1      |
| 8      | Australië        | 0    | 0      | 2     | 2      |
| 9      | Japan            | 0    | 0      | 1     | 1      |
| 9      | Nieuw-Zeeland    | 0    | 0      | 1     | 1      |
| Totaal | Totaal           | 18   | 18     | 18    | 54     |